# Нижнеманчаровский сельсовет
Нижнеманчаровский сельсове́т — упразднённая в 2008 году административно-территориальная единица и сельское поселение (тип муниципального образования) в составе Дюртюлинского района. Почтовый индекс — 452313. Код ОКАТО — 80224824000.
Объединён с сельским поселением Семилетовский сельсовет.

## Состав сельсовета
село Нижнеманчарово — административный центр, село Каралачук.

## История
Закон Республики Башкортостан от 19.11.2008 N 49-з «Об изменениях в административно-территориальном устройстве Республики Башкортостан в связи с объединением отдельных сельсоветов и передачей населённых пунктов», ст.1 п. 20) б) гласил:

 "Внести следующие изменения в административно-территориальное устройство Республики Башкортостан:
 объединить Семилетовский, Нижнеаташевский и Нижнеманчаровский
сельсоветы с сохранением наименования «Семилетовский» с административным
центром в селе Семилетка.
Включить село Нижнеаташево, деревню Таштау Нижнеаташевского сельсовета, сёла Нижнеманчарово, Каралачук Нижнеманчаровского сельсовета в состав
Семилетовского сельсовета.

Утвердить границы Семилетовского сельсовета согласно представленной схематической карте.

Исключить из учётных данных Нижнеаташевский и Нижнеманчаровский сельсоветы 

## Географическое положение
На 2008 год граничил с Чекмагушевским районом, с муниципальными образованиями: с муниципальными образованиями: Семилетовский сельсовет, Нижнеаташевский сельсовет, Асяновский сельсовет («Закон Республики Башкортостан от 17.12.2004 N 126-з (ред. от 19.11.2008) „О границах, статусе и административных центрах муниципальных образований в Республике Башкортостан“»).